# 100語でスタート!英会話
100語でスタート!英会話（100ごでスタート!えいかいわ）は、NHK教育テレビジョンで放送されていた語学番組である。

## 概要
2003年4月スタート。半年間（100回）を一区切りとしてコーパスから100個の英単語を取り上げ、それらの単語がどのように使われているかをスキットやランキングを通して解説するという内容であった。1つの単語を2回にわけて取り上げたり、1回の放送で複数の単語を取り上げることもあった。放送は2006年3月31日をもって一旦終了。各年度の下半期は再放送であったため、都合3シリーズが制作されたことになる。司会のジョージ・ウィリアムズがDJということもありBGMの選曲はかなり特徴的であった。
2006年4月から後継番組として「新感覚☆キーワードで英会話」を放送。2007年10月から、2003年度のアメリカ編がアンコール放送されていた。
2009年度、新講座として「コーパス100!で英会話」がスタートする。直接の後継番組である。
2011年からYouTubeの公式チャンネル「NHK・番組コレクション」で2003年度のアメリカ編が順次無料公開されている。

## 放送時間

### 2003年度・2004年度
- 本放送：火曜日〜金曜日 23:00〜23:10
- 再放送：翌週日曜日 7:30〜8:10（1週間分をまとめて放送）
- 再々放送：翌週月曜日〜木曜日 12:00〜12:10

### 2005年度
- 本放送：火曜日〜金曜日 23:00〜23:10
- 再放送：翌週月曜日〜木曜日 12:00〜12:10

### 2007年度下期
- 本放送：
  - 月曜日 23:30 〜 23:40
  - 火曜日〜木曜日 23:00 〜 23:10
- 再放送：金曜日・土曜日 6:40 〜 7:00
金曜日は月・火曜分、土曜日は水・木曜分を放送。
- 再々放送：日曜日 0:30 〜 1:10（土曜日深夜）（1週間分をまとめて放送）
- 再々々放送：翌週月曜日〜木曜日 12:00 〜 12:10

## シリーズ構成

### 2003年度・2007年度下期
動詞・助動詞を中心に100個の単語を取り上げている。
スキットの舞台はアメリカ東海岸。
- ナビゲーター：ジョージ・ウィリアムズ
- 生徒：加藤夏希
- 講師：投野由紀夫（東京外国語大学大学院地域文化研究科言語教育学講座准教授、初回放送時は明海大学助教授）
- コーパスくん（声：戸田ダリオ[2]）

コーパスを擬人化したキャラクター。ボウリングのピンのような形をしており緑の全身タイツを着ている。英単語が日常会話でどのように使われているかをランキング形式で紹介する。例えば「toの後に来る動詞top5」など。あらゆる場面に適した例文を解り易く解説するが、自分の思い通りにいかなくなると、すぐ顔を真っ赤にしてキレるのが玉に瑕。せんべいが大好物。
- スキット出演：上野あゆ（フリーの記者、新井ミカ役で取材する）

放映リスト
1. have
2. do
3. be
4. say
5. go
6. get
7. see
8. make
9. take
10. do(2)
11. know
12. will.would
13. think
14. come
15. be(2)
16. give
17. look
18. can.could
19. find
20. use
21. want
22. what
23. tell
24. put
25. work
26. become
27. may.might
28. mean
29. speak
30. have(2)
31. leave
32. seen
33. need
34. ask
35. should
36. feel
37. show
38. try
39. keep
40. provide
41. hold
42. go(2)
43. leave(2)
44. lead
45. turn
46. bring
47. like
48. begin
49. write
50. run
51. set
52. start
53. help
54. move
55. have(3)
56. play
57. hear
58. follow
59. be(3)
60. make(2)
61. listen
62. take(2)
63. if
64. and/so
65. pay
66. believe
67. get(2)
68. when
69. make(3)
70. want(2)
71. that
72. mind
73. help(2)
74. as
75. see(2)
76. but/although
77. give(2)
78. come(2)
79. ask(2)
80. get(3)
81. remember
82. tell(2)
83. forget
84. Keep(2)
85. know(2)
86. because(2)
87. put(2)
88. look(2)
89. like(2)
90. take(3)
91. bring(2)
92. that/which
93. give(3)
94. call
95. find(2)
96. happen
97. watch
98. meet
99. call(2)
100. break

### 2004年度
動詞・助動詞を中心に100個の単語を取り上げているが、2003年度とは若干異なる。
スキットの舞台は、オーストラリアと日本。
- ナビゲーター：ジョージ・ウィリアムズ
- 生徒：杏さゆり
- 講師：投野由紀夫
- スーパーコーパスくん（声：戸田ダリオ）コーパスくんはスーパーコーパスくんに。
- スキット出演：
  - ショーン・ニコルス（コンピュータ会社をやめ旅に出るマイク役）
  - Mathew Laing（マイクと学生時代の親友のエドワード役）
  - 田村圭生（マイクの日本の友人ケンジ）
  - Angela Peachey（カバンを引ったくられたとマイクに勘違いされた。ケンジの元恋人）

放映リスト
1. have(1)
2. say
3. get(1)
4. make(1)
5. do(1)
6. do(2)
7. will
8. would
9. go(1)
10. go(2)
11. come(1)
12. come(2)
13. be(1)
14. be(2)
15. what
16. which
17. see(1)
18. see(2)
19. look(1)
20. look(2)
21. know
22. think
23. seem
24. feel
25. want(1)
26. want(2)
27. like(1)
28. like(2)
29. can
30. could
31. who
32. when(1)
33. take(1)
34. take(2)
35. give
36. bring
37. tell(1)
38. tell(2)
39. ask(1)
40. ask(2)
41. talk
42. speak
43. hear
44. listen
45. should
46. must
47. may
48. might
49. find(1)
50. find(2)
51. mean
52. put(1)
53. use
54. work
55. have(2)
56. get(2)
57. leave(1)
58. leave(2)
59. keep(1)
60. keep(2)
61. need
62. try
63. call
64. turn
65. believe
66. become
67. run
68. help
69. and,so,but
70. if
71. hold
72. hope
73. when(2)
74. as
75. pay
76. buy
77. that
78. that/which
79. move
80. follow
81. begin
82. start
83. stop
84. happen
85. make(2)
86. let
87. suppose
88. wonder
89. remember
90. forget
91. show
92. watch
93. write
94. meet
95. break
96. set
97. change
98. put(2)
99. pick
100. mind

### 2005年度
前2年間と趣を変え、前置詞・形容詞・副詞・名詞などを中心に100個の単語を取り上げている。動詞を取り上げている回はない。スキットの舞台はイギリス。スキットのジェイソンとピーターは出身国が違うため発音なども異なる。
100語にくわえて、4回の総集編が放映された。
- ナビゲーター：ジョージ・ウィリアムズ
- 生徒：山崎真実
- 講師：投野由紀夫（番組出演のおかげでこの年から教授に昇進した）
- コーパスくん（声：戸田ダリオ）コーパスくんは元に戻る。
- スキット出演：
  - Ronan O'Leary（アメリカ出身のジェイソン役）
  - Jonathan Waite（ロンドンに住むジェイソンの叔父のピーター役）

放映リスト
1. it(1)
2. to(1)
3. of
4. that
5. in
6. for
7. well
8. on(1)
9. this
10. so
11. at
12. with
13. there
14. just
15. then
16. up
17. now
18. out
19. about
20. as
21. very
22. from
23. right(1)
24. thing
25. time
26. good
27. people
28. how
29. to(2)
30. it(2)
31. in(2)
32. like
33. really
34. by
35. down
36. way
37. on(2)
38. bit
39. someting
40. sort
41. back
42. lot
43. into
44. right(2)
45. first
46. more
47. off
48. point
49. cource
50. never
51. over
52. same
53. big
54. money
55. number
56. new
57. nice
58. thought
59. work
60. someting
61. probably/maybe
62. Problem
63. house
64. school
65. before/after
66. fact
67. long
68. away
69. different
70. job
71. night
72. sure
73. end
74. minute
75. question
76. car
77. place
78. sorry
79. part
80. something/somebody
81. word
82. side
83. bad
84. name
85. between
86. case
87. able
88. idea
89. hand
90. each
91. water
92. important
93. stuff
94. such
95. high
96. wrong
97. reason
98. only
99. fine
100. world
101. 総集編1
102. 総集編2
103. 総集編3
104. 総集編4